# Carlo Lodovici
Carlo Lodovici (Pistoia, 1912 – Parma, 1982) è stato un regista, sceneggiatore e attore italiano.
Fratello dell'attrice Laura Nucci.  

## Filmografia

### Regista

#### Televisione
- Il ventaglio, co-regia di Franco Enriquez (1954)
- La famegia del santolo, di Giacinto Gallina (1960)
- Racconti dell'Italia di ieri - L'alfiere nero (1961)
- Grandezza naturale (1963)
- Angelina mia, di Paola Riccora (1967)
- Il professore (1967)
- Gli ultimi cinque minuti (1968)
- La bancarotta, di Carlo Goldoni (1968)
- L'imbriago de giudizio (L'imbriago de sesto), di Gino Rocca (1968)[1]
- Sior Todero brontolon, di Carlo Goldoni (1969)
- La base de tuto, di Giacinto Gallina (1969)
- Gendarmi si nasce (1973)
- Costanza (The Constant Wife), di William Somerset Maugham (1976)

#### Serie TV
- I tre principi (1961)

### Regista e sceneggiatore

#### Cinema
- Paese senza pace, co-regia di Leo Menardi (1946)

#### Televisione
- L'abisso (1975)

### Sceneggiatore

#### Cinema
- Canal grande, regia di Andrea Di Robilant (1943)

### Attore

#### Cinema
- Le scarpe al sole, regia di Marco Elter (1935)